# Challenger de Oeiras IV 2021
El torneo Open de Oeiras IV 2021 fue un torneo profesional de tenis. Perteneció al ATP Challenger Series 2021. Se disputó en su 4.ª edición sobre superficie tierra batida, en Oeiras, Portugal entre el 24 al el 30 de mayo de 2021.

## Jugadores participantes del cuadro de individuales
| Favorito | País                    | Jugador              | Rank1 | Posición en el torneo |
| -------- | ----------------------- | -------------------- | ----- | --------------------- |
| 1        | Bandera de Francia      | Mathias Bourgue      | 195   | Primera ronda         |
| 2        | Bandera de China Taipéi | Wu Tung-lin          | 267   | Segunda ronda         |
| 3        | Bandera de Alemania     | Julian Lenz          | 269   | Segunda ronda         |
| 4        | Bandera de China Taipéi | Tseng Chun-hsin      | 274   | Segunda ronda         |
| 5        | Bandera de Ecuador      | Roberto Quiroz       | 275   | Primera ronda         |
| 6        | Bandera de España       | Carlos Gimeno Valero | 286   | Cuartos de final      |
| 7        | Bandera de Argentina    | Pedro Cachín         | 292   | Primera ronda         |
| 8        | Bandera de Italia       | Riccardo Bonadio     | 293   | Segunda ronda         |

- 1 Se ha tomado en cuenta el ranking del 17 de mayo de 2021.

### Otros participantes
Los siguientes jugadores recibieron una invitación (wild card), por lo tanto ingresan directamente al cuadro principal (WC):
- Pedro Araújo
- Tiago Cação
- Luís Faria

Los siguientes jugadores ingresan al cuadro principal tras disputar el cuadro clasificatorio (Q):
- Filip Cristian Jianu
- Nikolás Sánchez Izquierdo
- Timofey Skatov
- Denis Yevseyev

## Campeones

### Individual Masculino
- Gastão Elias derrotó en la final a  Holger Rune, 5–7, 6–4, 6–4

### Dobles Masculino
- Jesper de Jong /  Tim van Rijthoven derrotaron en la final a  Julian Lenz /  Roberto Quiroz, 6–1, 7–6(3)